# بورتستيورت
بورتستيورت (باللغة الإيرلندية:Port Stíobhaird) هي قرية صغيرة تقع في ولاية ديري في إيرلندا الشمالية ويعد عدد سكانها 8003 شخص حسب إحصاء السكان من عام 2011. هي قرية ساحلية تجاور بورتروش ولها ميناء ومسارات ساحلية ذات المناظر الخلابة التي تشكّل كورنيش بجانب البحر الأطلسي يؤدّي إلى شاطئ طوله ميلين وهو مكان شعبي مع السياح الذين يأتون في فصل الصيف وراكبي الأمواج على مدار العام.